# Henner Quest
Henner Quest (* 11. Dezember 1944 in Annaberg) ist ein deutscher Schauspieler.

## Leben
Henner Quest wuchs in München auf. Bereits mit zwölf Jahren stand er zum ersten Mal auf der Bühne. Er studierte von 1964 bis 1970 Theaterwissenschaften und absolvierte eine private Schauspielausbildung.
Er spielte am Studententheater und gab sein Debüt beim Theater am Sozialamt (TamS) in München. Nach Gastspielen und Tourneen erhielt er 1975 ein Engagement am Bayerischen Staatsschauspiel München. Ab 1985 gastierte er am Volkstheater München.
Von 1975 bis 1992 spielte er 700 Mal den Flori beim legendären Theaterstück Der Brandner Kaspar im Bayerischen Staatsschauspiel in München neben Toni Berger (Boanlkramer) in der Inszenierung von Kurt Wilhelm. Nach einem ersten kleinen Auftritt 1978 als Kriminalpolizeibeamter in der Folge Schwarze Einser mit Kommissar Veigl, spielte er von 1981 bis 1987 siebenmal den Kriminalassistenten Faltermayer in weiteren BR-Tatorten neben Helmut Fischer als Kommissar Lenz.

## Rollen
Fernsehen
Fernsehfilme:
- Liebe ohne Fahrschein (2001)
- Der Brandner Kaspar und das ewig’ Leben (1976)
- Adele Spitzeder (1972)

Serien:
- Dahoam is Dahoam (2008)
- Sturm der Liebe (2008)
- Marienhof (2007)
- Lotta in Love (2006)
- Liebe auf vier Rädern (2004)
- Forsthaus Falkenau (2003)
- Café Meineid (2000)
- Stadtklinik (1999)
- Der Bulle von Tölz: Tod in Dessous (1998)
- Lindenstraße (1997)
- Weißblaue Geschichten (1995)
- SOKO 5113 (1995)
- Notaufnahme als Dr. Herzog (1995)
- Münchener Freiheit (1987)
- Irgendwie und Sowieso (1986, Folge Liebe)
- Kneippiaden (1984–1985)
- Tatort (1981–1987) als Kriminalassistent Faltermayer
  - 1981: Im Fadenkreuz
  - 1982: Tod auf dem Rastplatz
  - 1983: Roulette mit 6 Kugeln
  - 1984: Heißer Schnee
  - 1985: Schicki-Micki
  - 1987: Die Macht des Schicksals
  - 1987: Gegenspieler
- Und die Tuba bläst der Huber (1980–1982)
- 1981: Der Gerichtsvollzieher (Folge 5: Gegen den Wind kann man nicht Klavier spielen)
- 1976: Derrick (Folge 19: Tote Vögel singen nicht)
- mehrere Komödienstadl-Produktionen wie Der verkaufte Großvater als „Lois“ (1975)

Theater
- Tegernseer Volkstheater, Der Brandner Kaspar (Hauptrolle: Der Brandner Kaspar) mit Aufführungen unter anderem im Brunnenhof der Münchner Residenz (2008–2010)
- Kloster Andechs Carl Orff Festspiele, Astutuli und Die Bernauerin (2007)
- Kloster Andechs, Die Bernauerin (2000–2006)
- Landestheater Memmingen: Der Goldmacher von Memmingen (Doppelrolle) Autor: Werner Schlierf (2001)
- Gastauftritte im Volkstheater München und Kleine Komödie München (1985–1986)
- Bayerisches Staatsschauspiel München Der Brandner Kaspar 700 Mal den Flori (1975–1992)
- Wanderjahre (div. Gastspiele und Tourneen) (1968–1974)
- Debüt am Sozialamt (TamS-München) (1968)